# Hotel Central w Warszawie
Hotel Central, także hotel Centralny i hotel Narodowy (1918−1930) – hotel, który znajdował się w Warszawie, w Al. Jerozolimskich 47 (róg Pankiewicza), według obecnej numeracji – Al. Jerozolimskie 53.

## Historia
Zbudowany był w latach 1893-94 przez Izaaka Rotberga, nadbudowany został około 1907. Po I wojnie światowej mieściła się w nim część komórek organizacyjnych Francuskiej Misji Wojskowej (1924). Prowadził działalność hotelową do początku lat 70. XX wieku, następnie był siedzibą Generalnej Dyrekcji Budownictwa Hydrotechnicznego i Rurociągów Energetycznych „Energopol”. W latach 1994–1995 przebudowano go na biurowiec, w którym, między innymi, swoją siedzibę ma spółka Energopol-Warszawa SA.